# Angarano
Angarano  (Angaràn in veneto) è un quartiere del comune di Bassano del Grappa, in provincia di Vicenza. Il toponimo viene comunemente esteso anche alle zone limitrofe, come Sant'Eusebio.

## Storia
Benché oggi si presenti come un'appendice di Bassano estesa a ovest del Brenta, per lungo tempo Angarano ha rappresentato una comunità a sé stante con una propria identità storica.
Qui vi era già un insediamento paleoveneto precedente all'arrivo dei romani, da cui invece ha derivato il nome (fundus Ancharianus) e acquistò importanza nel medioevo come feudo dell'omonima famiglia. A nord del centro, nei pressi della pieve di Sant'Eusebio, sorgeva un fortilizio che ebbe una certa importanza in epoca ezzeliniana; fu distrutto nel 1312 durante la guerra tra Padova e Cangrande della Scala.
Sotto Napoleone rappresentò un comune autonomo inquadrato nel dipartimento del Bacchiglione e nel cantone di Marostica. L'ente venne soppresso nel 1812 per divenire frazione di Bassano.
Nell'ambito della prima guerra mondiale dalla fine del mese di maggio 1916 fino al 30 luglio successivo il campo di aviazione era sede della 28ª Squadriglia.

## Monumenti e luoghi d'interesse

### Parrocchiale della Santissima Trinità

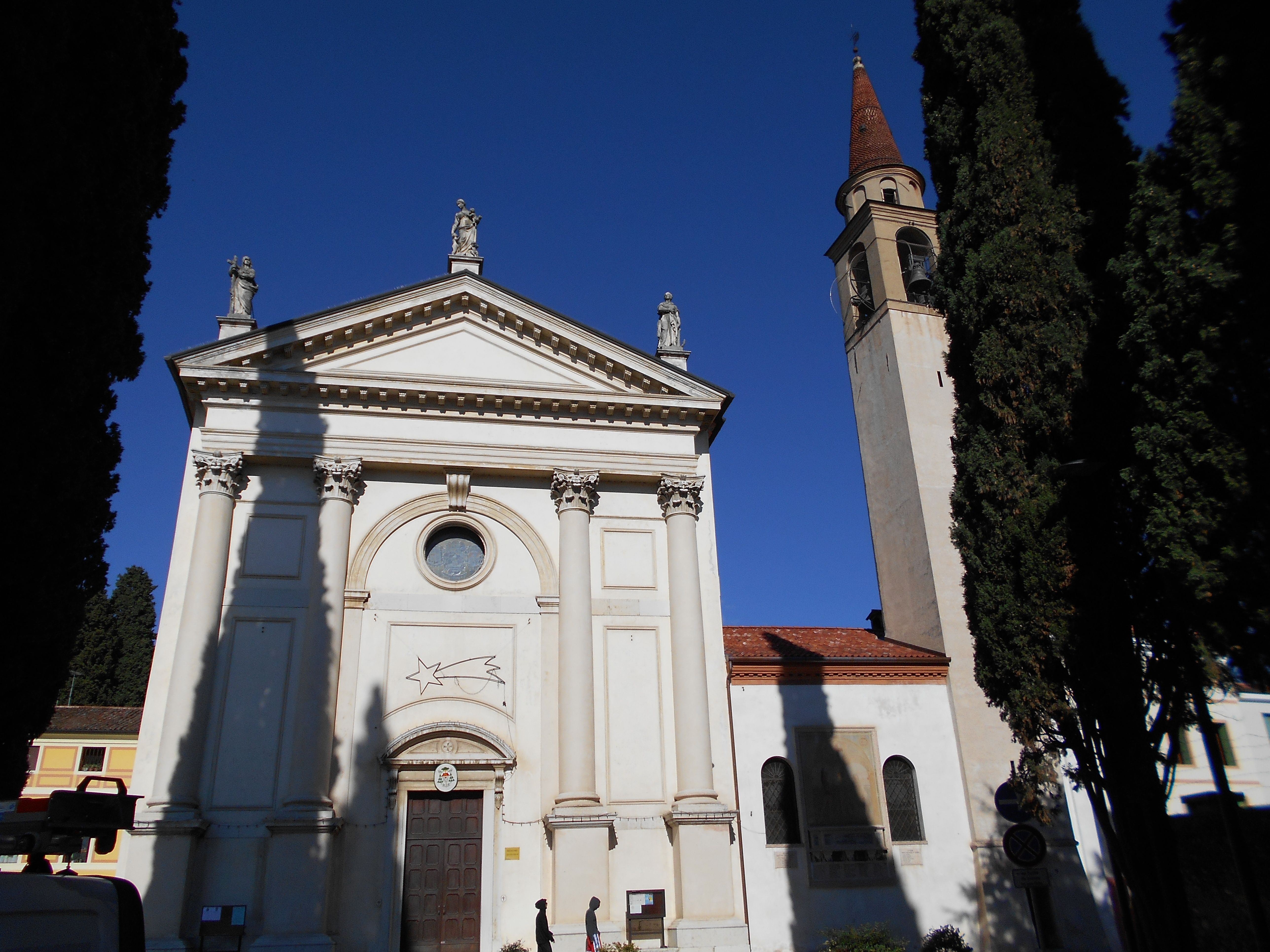
Facciata della parrocchiale.

Citata per la prima volta nell'inventario dei beni del Comune di Vicenza del 1262, potrebbe essere sorta all'inizio dello stesso secolo accanto a un ospizio gestito dall'Ordine della Santissima Trinità. Un'iniziativa simile si dovette verificare per la chiesa della Santissima Trinità di Schio e non è un caso se entrambe si trovavano lungo la via pedemontana che collegava il Piave a Verona.
Subì una prima ricostruzione a partire dal 1460, finanziata grazie a vari lasciti testamentari. Nel 1521 fu visitata dal vescovo Francesco Soderini, il quale notò che i lavori di rifacimento non era ancora stati conclusi. Nel 1740 si iniziò un'altra riedificazione su progetto dell'architetto Giovanni Miazzi e fu consacrata il 26 luglio 1761.
Già dipendenza della pieve di Sant'Eusebio, la chiesa divenne parrocchiale nel 1878.
Delle opere qui conservate, si ricorda la pala con la Santissima Trinità di Jacopo Bassano.

### Chiesa e monastero di San Donato
Nota anticamente come San Donato in capite pontis per la vicinanza al ponte di Bassano, ci è nota a partire dal 20 ottobre 1227, quando papa Gregorio IX la confermò all'Ordine dei frati minori assieme al convento annesso. Nel 1337 i monaci si trasferirono nella chiesa di San Francesco, nel centro di Bassano, e da allora la chiesa attraversò un periodo di abbandono. Risalgono al XV secolo diversi lasciti per finanziare la manutenzione dell'edificio.
Passato in tempi recenti alla diocesi di Vicenza, il complesso ha subito un'importante opera di recupero. 
Nella chiesa è esposta la Madonna con i santi Michele e Donato di Francesco Bassano il Vecchio, mentre nel loggetta esterna del convento si trova una statua di Sant'Antonio, unica nel suo genere perché il santo non tiene il Bambino tra le braccia, ma un libro in cui sono riportati i Sequeri a lui stesso attribuiti.
Una tradizione ricorda come questo luogo ospitò l'incontro tra i santi Antonio e Francesco. Sussiste ancora la cella dove il frate padovano si sarebbe ritirato a pregare.